# Eyle
Die Eyle sind eine ethnische Minderheit von Jägern und Sammlern in Südwestsomalia. Einer Schätzung zufolge lag ihre Zahl 1981 bei 450. Die Herkunft dieser Gruppe ist bis heute nicht geklärt. Traditionell tauschen die Eyle Wildprodukte gegen Waren von ihren Somali-Nachbarn ein. Der somalische Bürgerkrieg seit 1991 brachte größere Veränderungen ihrer Situation und Lebensweise.
2008 wurde berichtet, dass etwa 1.500–2.000 Eyle-Familien mit 9.000–12.000 Personen in vier Dörfern in der Verwaltungsregion Shabeellaha Dhexe von Dürre und Hunger betroffen waren.